# 高橋文明 (外交官)
高橋 文明（たかはし ふみあき、1948年8月18日 - ）は、日本の外交官。

## 経歴・人物
東京都出身。
- 1961年（昭和36年）- 東京教育大学附属小学校（現・筑波大学附属小学校）卒業。
- 1967年（昭和42年）- 東京教育大学附属高校（現・筑波大附属高校）卒業。

附属高校では、衆議院議員の鳩山邦夫、元財務官僚の志賀櫻らと同級。
- 1971年（昭和46年）- 東京大学教養学部在学中に外務公務員採用上級試験に合格。
- 1972年（昭和47年）- 東大教養学部国際関係論専攻・文化人類学副専攻を卒業し外務省入省。
- 1973年（昭和48年）- モンペリエ大学、フランス国立行政学院留学（フランス語研修[1]）

1975年から本省勤務（日米安全保障条約、条約、国際法など担当）。在マレーシア日本国大使館、在フランス日本国大使館在勤を経て、1986年外務省外務大臣官房総務課首席事務官。外務省経済局国際経済第一課長、外務省情報調査局企画課長、在英国日本国大使館参事官兼イギリス国際戦略問題研究所（IISS）研究員、在ベルギー日本国大使館参事官を経て、1997年外務省経済協力局審議官。
外務省大臣官房審議官、在イスラエル日本国大使館公使を経て、1999年にモントリオール総領事に就任。2001年から国際連合教育科学文化機関日本政府代表特命全権大使、2003年イラク復興支援等調整担当大使、2003年（平成15年）12月カンボジア駐箚特命全権大使、2007年4月科学技術振興機構審議役を経て、2009年（平成21年）からスペイン駐箚特命全権大使（～2011年11月）。2011年12月1日富士通株式会社顧問（非常勤）。公益社団法人科学技術国際交流センター理事。
2022年、瑞宝中綬章受章。

## 同期
- 天野之弥（09年国際原子力機関事務局長・05年在ウィーン国際機関日本政府代表部大使）
- 小松一郎（13年内閣法制局長官・11年駐フランス大使・08年駐スイス大使・05年外務省国際法局長・03年外務省欧州局長）
- 武藤正敏（10年駐韓大使・07年駐クウェート大使）
- 小島誠二（12年関西担当大使・10年駐タイ大使・09年儀典長・08年科学技術協力担当大使・06年駐パキスタン大使）
- 神余隆博（12年関西学院大学副学長・08年駐ドイツ大使・06年国連大使（次席））
- 野本佳夫（08年駐スロバキア大使）
- 石栗勉（京都外国語大学教授・国連アジア太平洋平和軍縮センター所長）
- 石川薫（日本国際フォーラム研究本部長・10年駐カナダ大使・07年駐エジプト大使・05年外務省経済局長）
- 伊藤誠（10年駐ブルガリア大使・06年駐タンザニア大使）
- 近藤誠一（10年文化庁長官・08年駐デンマーク大使・06年ユネスコ大使）
- 橋広治（10年駐パプアニューギニア大使）
- 峯村保雄（11年駐エルサルバドル大使）
- 肥塚隆（13年迎賓館長・10年駐オランダ大使・07年宮内庁式部副長・04年駐ホンジュラス大使）
- 山口英一（10年駐バチカン大使・07年駐コスタリカ大使）
- 横田順子（10年駐ラオス大使）
- 佐藤英夫（11年駐イスラエル大使・09年駐バーレーン大使・08年駐アフガニスタン大使）
- 二階尚人（14年駐チリ大使・11年駐ガーナ大使）
- 松原昭（12年駐マリ大使）
- 荒木喜代志（11年駐トルコ大使・09年COP10担当大使・08年国際テロ対策担当大使）